# Грековатая (станция)
Грековатая — узловая грузовая железнодорожная станция 1-го класса Криворожской дирекции Приднепровской железной дороги на линии Моисеевка — Савро.

## История
Станция открыта в 1961 году. Название получила от одноимённой балки.
До 2014 года пассажирские перевозки по станции не производились, на конец 2015 года останавливаются пригородные электропоезда.

## Характеристика
Расположена на западе города Кривой Рог в историческом районе Мировское на линии Моисеевка — Савро между станциями Красный Шахтёр (20 км) и Рядовая (21 км). От станции отходит промышленная ветка до станции Петрово.
Имеет современное оборудование для перевозки железной руды с ЦГОКа.